# Lac du Pertusillo
Le lac du Pertusillo est un lac artificiel italien situé dans la province de Potenza dans la région de la Basilicate. Il a été créé entre 1957 et 1962 lors de la construction d'une digue sur le cours de la rivière Agri.

## Source de la traduction
- (it) Cet article est partiellement ou en totalité issu de l’article de Wikipédia en italien intitulé « Lago di Pietra del Pertusillo » (voir la liste des auteurs).